# آدیجه
آدیجه رودی است به دریای آدریاتیک می‌ریزد. این رود از کشور ایتالیا می‌گذرد.